# Nkoloma Stadium
Nkoloma Stadium – stadion piłkarski w Lusace, stolicy Zambii. Może pomieścić 5000 widzów. Swoje spotkania rozgrywają na nim drużyny Red Arrows FC oraz Young Arrows FC.